# روندی کراسینگ (آریزونا)
روندی کراسینگ (به انگلیسی: Roundy Crossing) یک منطقهٔ مسکونی در ایالات متحده آمریکا است که در آریزونا واقع شده است. روندی کراسینگ ۱٬۸۴۰ متر بالاتر از سطح دریا واقع شده است.